# Poesia rasa

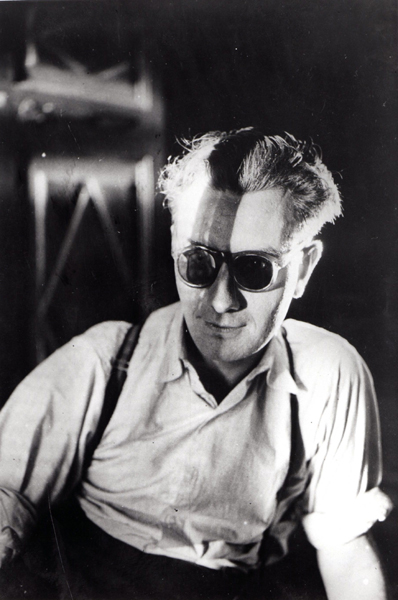
Joan Brossa a Els Furiosos, 1947

Poesia rasa és el volum d'obra poètica reunida de Joan Brossa i Cuervo, publicat l'any 1970, i prologat pel filòsof Manuel Sacristán. Fins a aquella data, Brossa havia estat un poeta ocult i minoritari. Poesia rasa aplega una mostra molt representativa, tant pel que fa als registres temàtics com a les tècniques formals, de l'obra poètica de Brossa a partir dels disset reculls triats.
L’obra va veure la llum dins la Col·lecció Cinc d’Oros d’Edicions Ariel, amb una coberta ornamentada per una creació original d’Antoni Tàpies. El volum, anomenat Poesia rasa, inclou el subtítol Tria de llibres (1943-1959), una indicació que remarca la naturalesa d’aquesta recopilació: una selecció acurada de llibres que formen part de l’ampli univers literari de l’autor.
Posteriorment, es va reestructurar en una segona edició dividida en dos volums (1950-55 i 1955-59), publicada per Edicions 62. Aquesta nova edició, amb els textos revisats en profunditat per l’autor, va prescindir dels tres primers reculls, corresponents als anys 1940, per adaptar-se millor a la seva visió artística madura.
Poesia rasa és el primer d'una sèrie de tres volums d'obra reunida publicats a la mateixa col·lecció, inclou els llibres: Fogall de sonets (1943-48), Romancets del Dragolí (1948), Sonets de Caruixa (1949), Em va fer Joan Brossa (1950), Odes rurals (1951), Cant de topada i victòria (1951), El tràngol (1952), Catalunya i selva (1953), Cant (1954), Festa (1955), El pedestal són les sabates (1955), Interluni (1955), Poemes de París (1956), El poeta presenta quinze pantomimes (1956), Els entrebancs de l'univers (1956), Vint-i-una odes, uns goigs, una dansa i un sonet (1958) i Avanç i escampall (1957-59).
| « | ... es pot dir que no fou fins a 1970 que la poesia de Brossa obrí foc nou d'una manera contundent amb la publicació de Poesia rasa, que duia el subtítol de Tria de llibres (1943-1959). La tria n'aplegava disset que, en alguns casos, no es van poder publicar sencers per la prohibició de la censura a poemes com ara «Espanya» de 1953, «La bandera», o «Els mussols del Vaticà». | » |
| — Isidor Cònsul: "Joan Brossa i Maria-Mercè Marçal, dos apunts", Serra d'Or, núm. 472, abril del 1999, p. 38-40 | |   |

| «                                                                                                  | Brossa va afrontar amb decisió la crisi de la paraula provocada per la multiplicitat d'usos i de tensions a què ha estat sotmesa al llarg dels segles, com a mínim des del Barroc. O des de la democràcia i el simbolisme. I, per tant, la necessitat de recuperar per a ella la seva capacitat de convocatòria i el seu poder de suggestió. O, almenys, de trobar alternatives. Per això, des de les primeres escaramusses, va entendre la poesia, no com una construcció retòrica, sinó com una constant investigació, que recull i, alhora, eixampla el capital acumulat per les avantguardes clàssiques i, al capdavall, obre les portes a les del futur. | » |
| — Joaquim Molas: "Sobre Joan Brossa i la seva poesia", Serra d'Or, núm. 472, abril del 1999, p. 47 | |   |

## Nocturn
| «                                        | Aquest incendi dalt de la muntanya Que és la clavellina de la lluna Quan blanquejant bogeja amb doble banya És el que fa la pau més oportuna Quan el vent horrorós bufa la canya Quan l'ombra estesa de Saturn és una Quan l'herba es filtra en una roca estranya Quan veig la nit de plata que s'enruna I calorosos raigs a la bandera I ocells dormint el cap ben sota l'ala I l'ala als viaranys de la fumera I el fum que va esvanint-se per l'escala I una escala camí de la frontera I a la frontera algú que m'assenyala. | » |
| — Dins El pedestal són les sabates, 1955 | |   |